# Oleksiivka, Lebedîn
Oleksiivka (în ucraineană Олексіївка) este un sat în comuna Katerînivka din raionul Lebedîn, regiunea Sumî, Ucraina.

## Demografie
Componența lingvistică a localității Oleksiivka
     Ucraineană (97,14%)
     Rusă (1,43%)
     Română (1,43%)
Conform recensământului din 2001, majoritatea populației localității Oleksiivka era vorbitoare de ucraineană (97,14%), existând în minoritate și vorbitori de rusă (1,43%) și română (1,43%).